# Guardian’s Crusade
Guardian’s Crusade, in Japan bekannt als Knight & Baby ナイトアンドベイビー Naito ando Beibī, ist ein von Tamsoft entwickeltes PlayStation-Spiel, welches 1999 von Activision veröffentlicht wurde. Die Spielmechanik ist die eines klassischen rundenbasierten Rollenspiels. Das Spiel war eine Art Einstiegs-RPG für Kinder und trotzdem auch für ein erwachsenes Publikum gedacht. Obwohl es keinen kommerziellen Erfolg erzielte, hat es bis heute eine kleine Fangemeinde.

## Handlung
Der Spieler schlüpft in die Rolle eines Botenjungens namens Ritter, welcher von dem Feenmädchen Nehani begleitet wird. Während eines Botengangs für den Bürgermeister seiner Heimatstadt, stoßen Ritter und Nehani auf ein kleines pinkes Monster, welches sie später „Baby“ nennen. Zugleich hat Ritter die Vision eines Geistes, der ihm aufträgt, Baby zu einem alten Monument namens „Gottes Turm“ zu bringen, um Babys Mutter zu finden. Nach einigen kleineren Rückschlägen (und der Entdeckung der Helferlein, magische Puppen die zum Leben erwachen und Ritter im Kampf unterstützen) beginnen die drei ihre Reise.
Auf ihrem Weg begegnen sie verschiedenen Gruppen von Personen, die alle jeweils auf ihre Art die Welt retten wollen. Zunächst stoßen sie auf den Artma Kult, ein Netzwerk aus Kirchen, welche glauben, dass ihr Anführer Artema ein Messias ist. Danach stößt die Gruppe auf Darkbeat, einen Söldner, der von sich selbst glaubt, „der Auserwählte“ zu sein und Rache gegen einen Mann namens Karmine geschworen hat, und seine Schwester Ibkee, eine gutherzige dinosaurierartige Kreatur, die ein Waisenhaus leitet. Die dritte Gruppe von Möchtegern-Helden wird von Kalkanor angeführt, ein pompöser königlicher Ritter auf der Suche nach bestimmten magischen Steinen, um einen bösen Gott namens „Xizan“ aufzuhalten.
Mit der Zeit kreuzen sich die Wege dieser zunächst unzusammenhängend scheinenden Gruppen (die Gruppe des Spielers miteingeschlossen) immer öfter, schlussendlich resultierend in der Befreiung eines Bösen, das die ganze Welt bedroht. Ritter, Baby, Nehani und die Freunde, die sie auf dem Weg gefunden haben, müssen gegen eine immer düsterer aussehende Zukunft ankämpfen und die Welt vor dem Bösen retten.

## Spielmechanik
Guardian’s Crusade hat einige erwähnenswerte Beiträge zur Entwicklung des RPG-Genres geleistet.
Erstens hat das Spiel einen nahtlosen grafischen Übergang zwischen der „normalen“ Spielewelt, Städten und dem Flugmodus, wobei alle drei die gleiche grafische Engine und Skalierung nutzen. Viele andere RPGs davor und danach verwenden weniger detaillierte Ansichten von Städten, wenn der Spieler die „Oberwelt“ erkundet (z. B. die PlayStation 1 Final Fantasy Serie) oder fliegt (z. B. Dragon Quest VIII). Dies ließ die Spielewelt von Guardian’s Crusade echter wirken und ist eine beachtliche Leistung, angesichts der Limitierung der PlayStation-Konsole.
Zweitens gab das Spiel dem Spieler die Möglichkeit, Kämpfe zu umgehen. In der „Oberwelt“ sind Monster durch verschieden große geisterartige Kreaturen repräsentiert, welche in der Landschaft umher wandern und den Spieler verfolgen, aber durch Geschwindigkeit oder Verstohlenheit vermieden werden können. Große aggressive pinke Geister standen für Gegner, dessen Level höher war als das eigene. Schwächere Gegner hingegen wurden durch kleinere weiße Geister repräsentiert, die vor dem Spieler davonlaufen. Diese Mechanik gab einen visuellen Indikator für die Stärke des Spielercharakters.
Außerdem, beinhaltet das Spiel ein virtuelles Haustier.

### Helferlein
Auf seinem Weg begegnet Ritter sogenannten Helferlein, mystische Uhrwerkspielzeuge, die unserer Gruppe im Kampf behilflich sind. Sie wurden vor langer Zeit von Mr. Zeppetto erschaffen, welcher auf einer kleinen Insel westlich des Startkontinents lebt. Helferlein können überall auf der Welt gefunden werden, oft findet man sie in Schatztruhen oder man erhält sie als Belohnung nach einem Bosskampf. Jedes Helferlein hat einen einzigartigen Angriff oder eine einzigartige Fähigkeit.
Der Einsatz eines Helferleins kostet Ritter Psycho Punkte (PP), sobald diese verbraucht sind, können keine weiteren Helferlein verwendet werden.

#### Klassifikation von Helferlein
Helferlein können nach ihren Fähigkeiten eingeteilt werden:
Angreifer – Richten im Kampf direkt Schaden an einem Gegner an.

Unterstützer – Stärken Ritter oder Baby oder schwächen Gegner auf verschiedene Art und Weisen.

Heiler – Stellen verlorene TP (Trefferpunkte) wieder her.

Verschiedene – Sind entweder auch außerhalb des Kampfes nützlich (Globus beispielsweise erlaubt das Betrachten der Weltkarte, wenn man im Freien ist, hat aber trotzdem einen Angriff im Kampf) oder passen in keine andere Kategorie

#### Helferlein Symbole
Jedes Helferlein wird mit einem von drei Symbolen assoziiert. Dabei ist entscheidend, wie es im Kampf aktiviert wird:
Permanent (box) – Bleiben an der Seite des Ritters, bis der Kampf zu Ende ist, oder bis sie oft genug angegriffen wurden.

Mehrfachverwendung (↵) – Können mehrfach in einem Kampf verwendet werden, müssen allerdings jedes Mal neu beschworen werden.

Einzelverwendung (*) – Können nur einmal pro Kampf eingesetzt werden.

## Entwicklung
Guardians's Crusade wurde von Tamsoft entwickelt und ursprünglich am 23. September 1998 unter dem Namen Knight and Baby veröffentlicht. Das Spiel wurde kurz danach auch außerhalb von Japan von Activision veröffentlicht. Der Originalname Guardian Legends wurde zu Guardian’s Crusade abgeändert, wegen des ähnlich benannten Spiels The Guardian Legend von Brøderbund.
Dem Spielproduzenten und Koproduzenten zufolge, wurden nur sehr wenige Änderungen zwischen der japanischen und der nordamerikanischen Version vorgenommen. Die bestehenden Unterschiede finden sich hauptsächlich im Introvideo und dem Titelbildschirm. Einer der prominenteren Änderungen war die Entfernung des Helferleins „Rust Bucket“. Dessen Fähigkeit „Russisches Roulette“ zielt mit einer Waffe auf einen zufälligen Charakter im Kampf und feuert ab. Die Schöpfer des Spiels sind besonders stolz auf die Transition des Spiels in die Englische Sprache, da sie den Humor und die Essenz der Geschichte beibehalten haben.